# جاك سوليفان
جاك سوليفان (بالإنجليزية: Jack Sullivan)‏ هو ناقد أدبي وصحفي وكاتب أمريكي، ولد في 26 نوفمبر 1946.